# علي عبد الكريم
علي عبد الكريم (1960م -)، مغني سعودي، ولد في مدينة جدة.

## نشأته
هو الابن الأكبر لأسرته المكونة من ثلاثة أبناء هو وأخويه حامد ورضا وأربع شقيقات. ولد في حارة الشام في جدة، ودرس الابتدائية في المدرسة الفيصلية في الهنداوية في جدة، ثم المتوسطة في المعهد العربي السعودي، والثانوية في المنهل الثانوية بجدة.

## مسيرته الفنية
بدأ الغناء في حي وسيط بين الهنداوية وحارة الشاطئ والواسطة، كما غنى في احتفالات المدارس في جدة وعلى وجه الخصوص ابتدائيتي (الفيصلية والمنصورية) برفقة زميله الفنان المحتجب عبد الوهاب حضيري في المدرسة الفيصلية الابتدائية وترك مقعد الدراسة وهو في الصف الثاني الثانوي وتفرغ للغناء.
بدأ بغناء مجموعة من الألحان التراثية وبعض الألحان الخاصة التي أعدها له سامي احسان وسراج عمر ومحمد شفيق وطاهر حسن وعلي هباش وفوزي محسون وطلال باغر الذي لحن أول أغنية خاصة به قدمها في حفل نادي الاتحاد السعودي بمناسبة مرور 50 عام على تأسيسه وهي بعنوان (يا خلي).
بداية ظهوره كانت دويتو مع الفنان المعتزل عبد الوهاب حضيري، بيد أن المتلقي استمع إلى علي عبد الكريم بشكل مكثف عبر برنامج الإذاعة حينما سنحت له الفرصة وقام بتنفيذ مجموعة من أغنياته مثل (ليه يابو خال) و (بسمه بسمه) و (ضيقتي في الصدر يالغالي) من الحان سامي إحسان ومحمد شفيق، أما أول أغنية أذيعت له عبر الإذاعة السعودية فهي أغنية (عشيري لا تسافر) من كلمات الأمير بندر بن خالد «المشتاق» وألحان سامي إحسان وكان ذلك في عام 1396هـ / 1976 وفي عام 1401ه-1981م أطلق علي عبد الكريم أغنية (مهاجر) من الحان سراج عمر وتلتها مجموعة من الأغنيات التي دعمت حضوره الفني مثل (غروك غروك الله حسيبك) من كلمات الشاعر الكويتي عبد اللطيف البناي وألحان سراج عمر.

## أشهر أعماله
أما انطلاقته خليجياً فقد كانت عبر ألبوم (بنلتقي) والذي تضمن بعض الأغنيات من الإيقاعات الخليجية، وكانت أغنية (بنلتقي) هي العربة التي نقلته إلى مشاعر المتلقي العربي وهذه الرائعة من كلمات الشاعر الكويتي فائق عبد الجليل.
ساهم في انتشار اللون الخبيتي حيث كان أول من ابتكر مزج الطيران وتركيبة التفاعل الحالية للإيقاع الخبيتي، ووجه له نقدا من جميع الفنانين ومتابعي الفن في تلك المرحلة، وواصل هذا الأسلوب من الإيقاع في الكثير من أغانيه مثل (بنلتقي) و (دمع عيني تحدر) و (يا راوية) و (بحر الإثارة) وأغاني أخرى، وأصبح هذا اللون من الإيقاع هو السائد بل القاسم المشترك في الأغنية السعودية والخليجية معا، وساهم أيضا في انتشار لون الغناء الجنوبي وهذا اللون هو إيقاع الخطوة وكانت هذه التجربة أغنية (قصر عالي) حيث كان هذا اللون أقليميا محصورا في الجنوب ولكن نجاح هذه الأغنية ساعد على انتشار هذا اللون من الإيقاع خليجياً في ايقاع الخطوة.
كما أدى بعض الألحان المصرية الصعبة، من الغناء الكلاسيكي لـ أم كلثوم وليلى مراد وغيرهم.

## استعادة النشاط الفني
بعد توقف عن إصدار الالبومات الرسمية منذ 2002 في آخر البوم عبر شركة فنون الجزيرة، شارك في العديد من الحفلات الفنية في السعودية من خلال احياء الاوبريتات المحلية والمشاركة في حفلات سوق واقف بالدوحة
واحياء حفل غنائي في منطقة حائل ضمن حفلات السعودي 2019 التي نظمتها الهيئة العامة للترفيه، وشارك في موسم جدة 2022 في حفل غنائي كبير حياه فيها الجماهير بعد الغياب.
واطلق اغنيتين في 2022 جديدة بعنوان: ابشر والآخر كيفك من الحان الأمير سعود بن عبد المجيد.

## التكريم والجوائز
- الجائزة الذهبية الأولى للغناء كأجمل مؤدي عام 1996 ميلادية والمقام في القاهرة وهو أول فنان سعودي وخليجي يحصل على هذه الجائزة
- شهادة تقدير من مؤتمر الموسيقى الخامس المقام بدار الأوبرا بالقاهرة.
- شهادة تقدير من المهرجان الثاني للأغنيه والذي اقيم في بغداد عام 1406 هـ / 1986.